# (8933) Kurobe
(8933) Kurobe es un asteroide perteneciente al cinturón de asteroides descubierto por Naoto Sato desde el Observatorio de Chichibu, Japón, el 6 de enero de 1997.

## Designación y nombre
Kurobe se designó al principio como 1997 AU6.
Más adelante, en 1999, recibió su nombre por un barranco Kurobe de la prefectura japonesa de Toyama, el más largo y profundo del Japón.

## Características orbitales
Kurobe orbita a una distancia media de 2,864 ua del Sol, pudiendo acercarse hasta 2,673 ua y alejarse hasta 3,055 ua. Su excentricidad es 0,06673 y la inclinación orbital 3,028 grados. Emplea 1770 días en completar una órbita alrededor del Sol. El movimiento de Kurobe sobre el fondo estelar es de 0,2034 grados por día.

## Características físicas
La magnitud absoluta de Kurobe es 13,3.